# 雅各布·伍克
雅各布·伍克（英語：Jacob Wukie，1986年5月11日—）是一位美国男子射箭运动员。他在2012年夏季奥林匹克运动会射箭比赛中联同另外两名队友为美国拿下团体赛银牌。